# Monsourou
Monsourou è un arrondissement del Benin situato nella città di Djidja (dipartimento di Zou) con 9.888 abitanti (dato 2006).